# Ku Boncshan
Ku Boncshan (hangul: 구본찬, RR: Ku Bon-chan; 1993. január 31.–) dél-koreai íjász, 2016-ban a világranglista 2. helyén állt.

## Pályafutása
A 2015-ös íjász-világbajnokságon csapatban és vegyes párosban szerzett aranyérmet.
A 2016. évi olimpiai játékok során csapatban szerzett aranyérmet, hat tökéletes (10 pontos) lövéssel járult hozzá a helyezéshez.

## Fordítás
- Ez a szócikk részben vagy egészben  a   Ku Bon-chan című angol Wikipédia-szócikk ezen változatának fordításán alapul.  Az eredeti cikk szerkesztőit annak laptörténete sorolja fel. Ez a jelzés csupán a megfogalmazás eredetét és a szerzői jogokat jelzi, nem szolgál a cikkben szereplő információk forrásmegjelöléseként.